# Batiscanie
Pour les articles homonymes, voir Batiscan (homonymie).
 (février 2024).

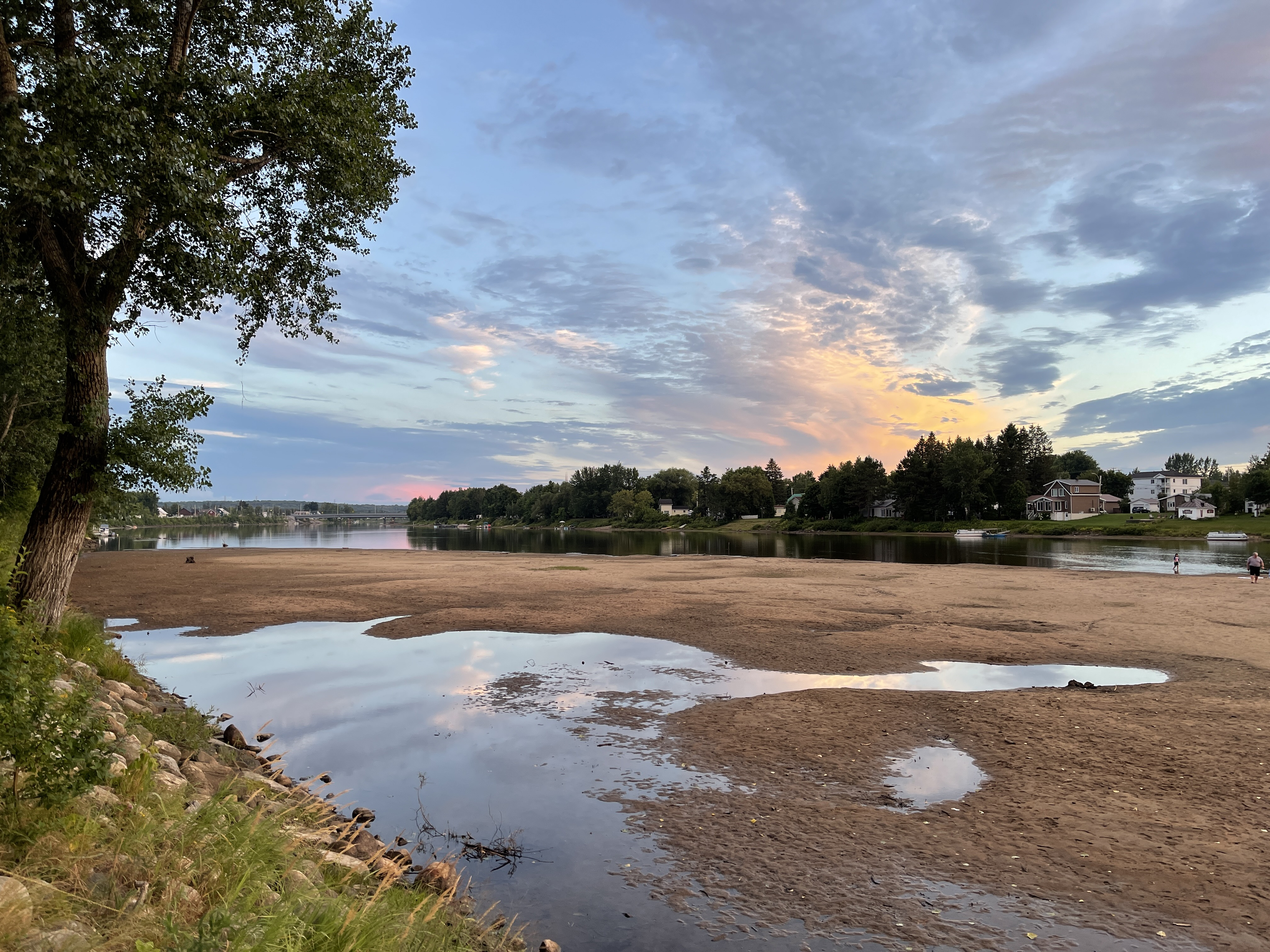
Rivière Batiscan, rang de la Rivière Batiscan NE, Saint-Stanislas

Batiscanie, nom vernaculaire, d’un territoire situé dans la région de la Mauricie, réparti entre les MRC Les Chenaux, Portneuf et Mékinac, au Québec, Canada.
Le nom désigne le territoire du bassin versant de la rivière Batiscan qui couvre près de 4 690 km2,.

## Histoire
(février 2024).
D’aussi loin que l’on se souvienne, la langue québécoise utilise le nom Batiscanie. Son origine remonte, peut-être, à l’arrivée des trappeurs, bûcherons, colons, soit le début de la colonisation.
On retrouve des mentions dans des médias audio comme dans des documents écrits, notes, mémoires, thèses, reportages, recherches, revues populaires, journaux, etc. 
« Tout en structurant l'espace Batiscanais par l'octroi de censives dans les différents fiefs de la seigneurie, les Jésuites, comme seigneurs des lieux, ont participé par charges et conditions stipulées dans les actes de concessions à leurs censitaires, à l'occupation de l'espace Batiscanais, à la mise en œuvre des terres concédées et à son peuplement. 
Peuplement et occupation du sol en Batiscanie, La seigneurie de Batiscan à l’époque de la Nouvelle-France (1636-1760) »

## Toponymie
La préservation des régionalismes est l'un des moyens de conserver son authenticité à la toponymie d’un pays. La Commission de Toponymie du Québec favorise la préservation d’une source de culturation, par l’officialisation de noms parfois savoureux et évocateurs.
Lors d’une demande de désignation officielle d’un lieu, la Commission de toponymie du Québec incite à s'inspirer des faits, des événements et des personnages historiques ou folkloriques qui ont marqué la vie locale ou régionale. La dénomination de lieux tire avantage de s'inspirer des caractéristiques du milieu naturel environnant (flore, faune, géologie, etc.).
La commission accorde un soin particulier à la préservation des régionalismes dans la toponymie.
La constitution d'une toponymie authentique repose sur la conservation et la mise en valeur des termes de la langue générale propres au français québécois qui entrent dans la composition des génériques et des spécifiques.

## Rivière Batiscan

Zone forestière
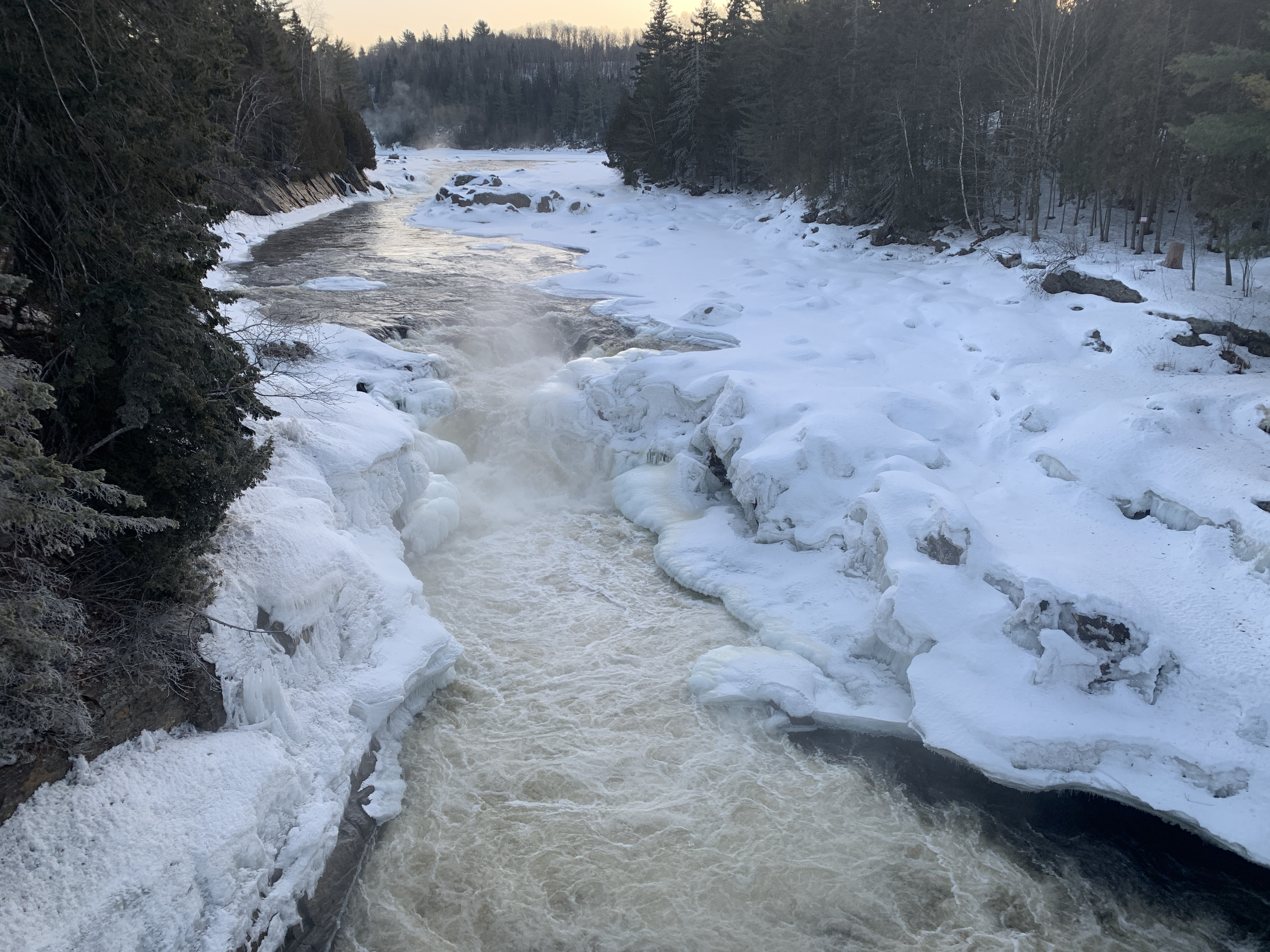
Crue printanière, la rivière dans ses voiles de glaces et de neiges, Notre-Dame-de-Montauban
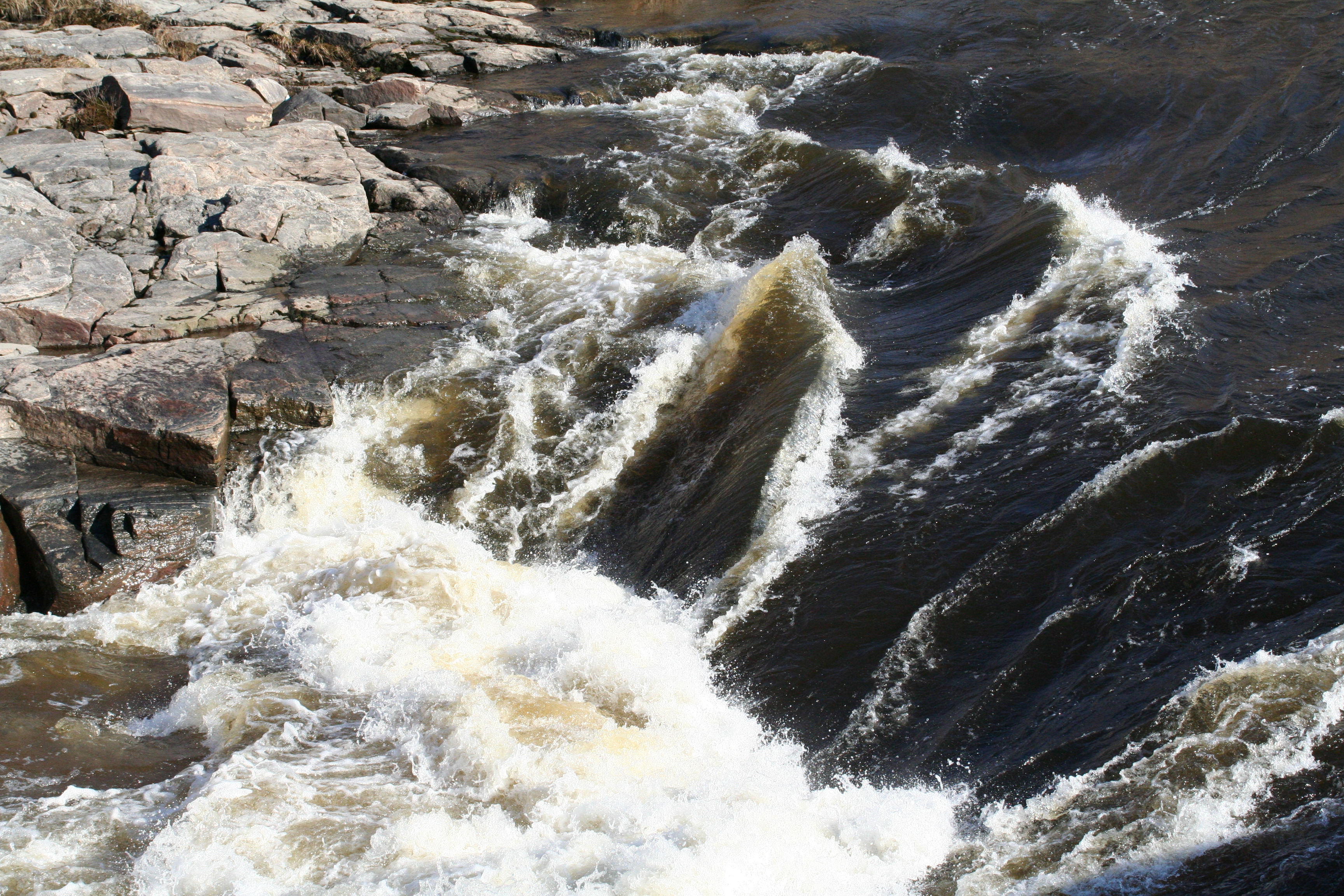
Parc de la rivière Batiscan, du sentier rive Ouest, de Saint-Stanislas à Saint-Narcisse
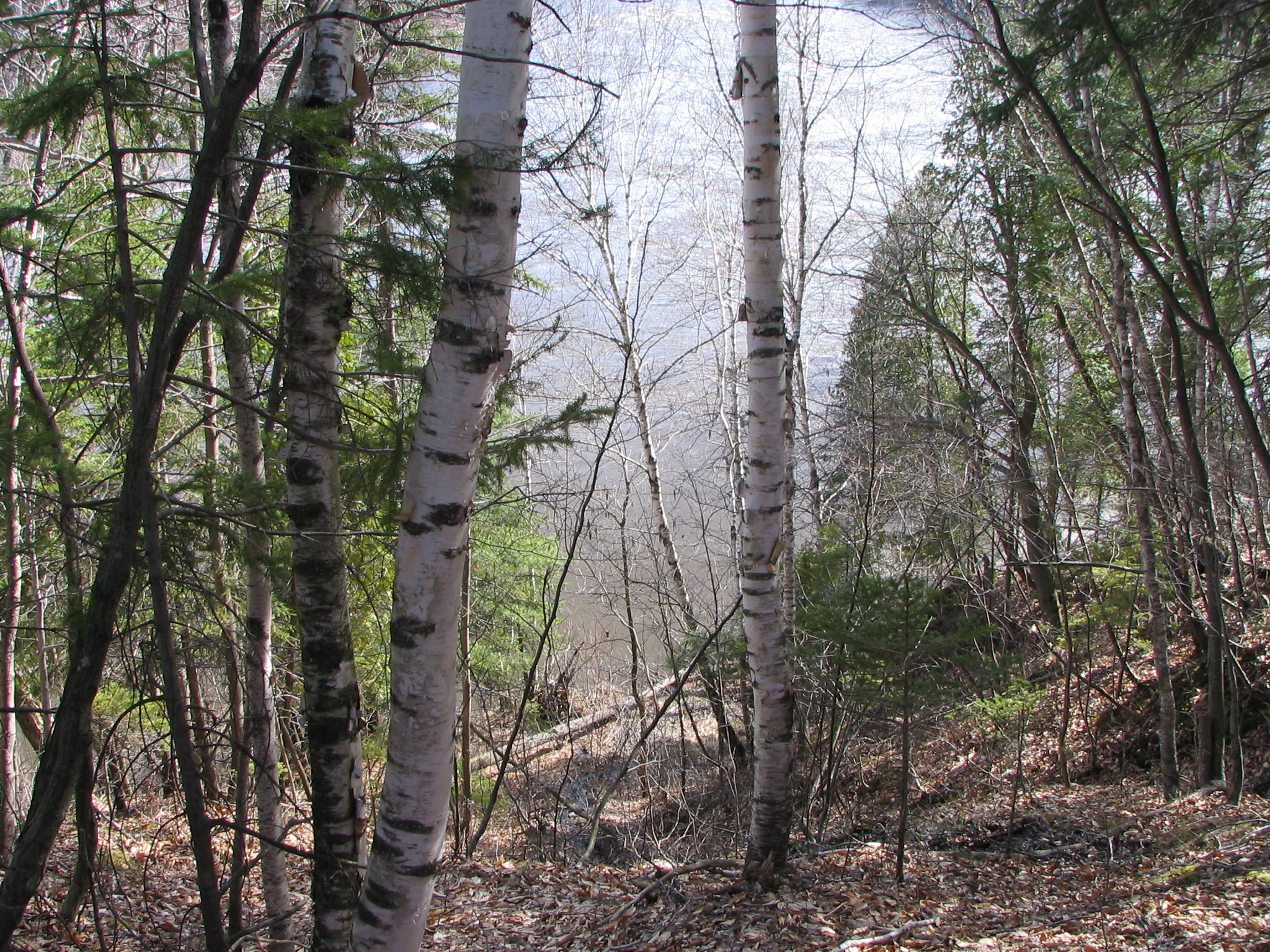
Parc de la rivière Batiscan, secteur Grand-Bassin, Sainte-Geneviève-de-Batiscan
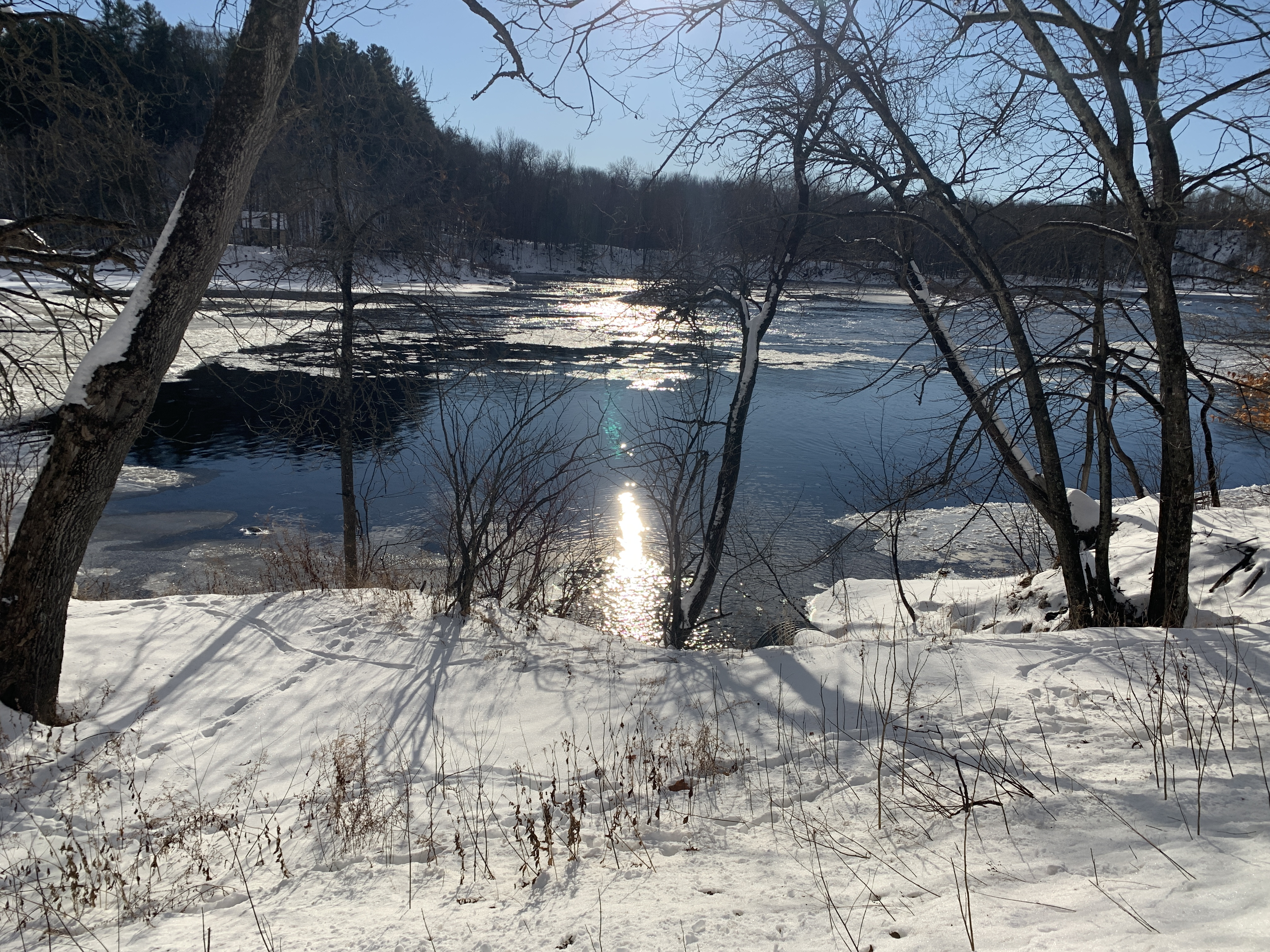
Eau libre en janvier, rang des Forges, Sainte-Geneviève-de-Batiscan
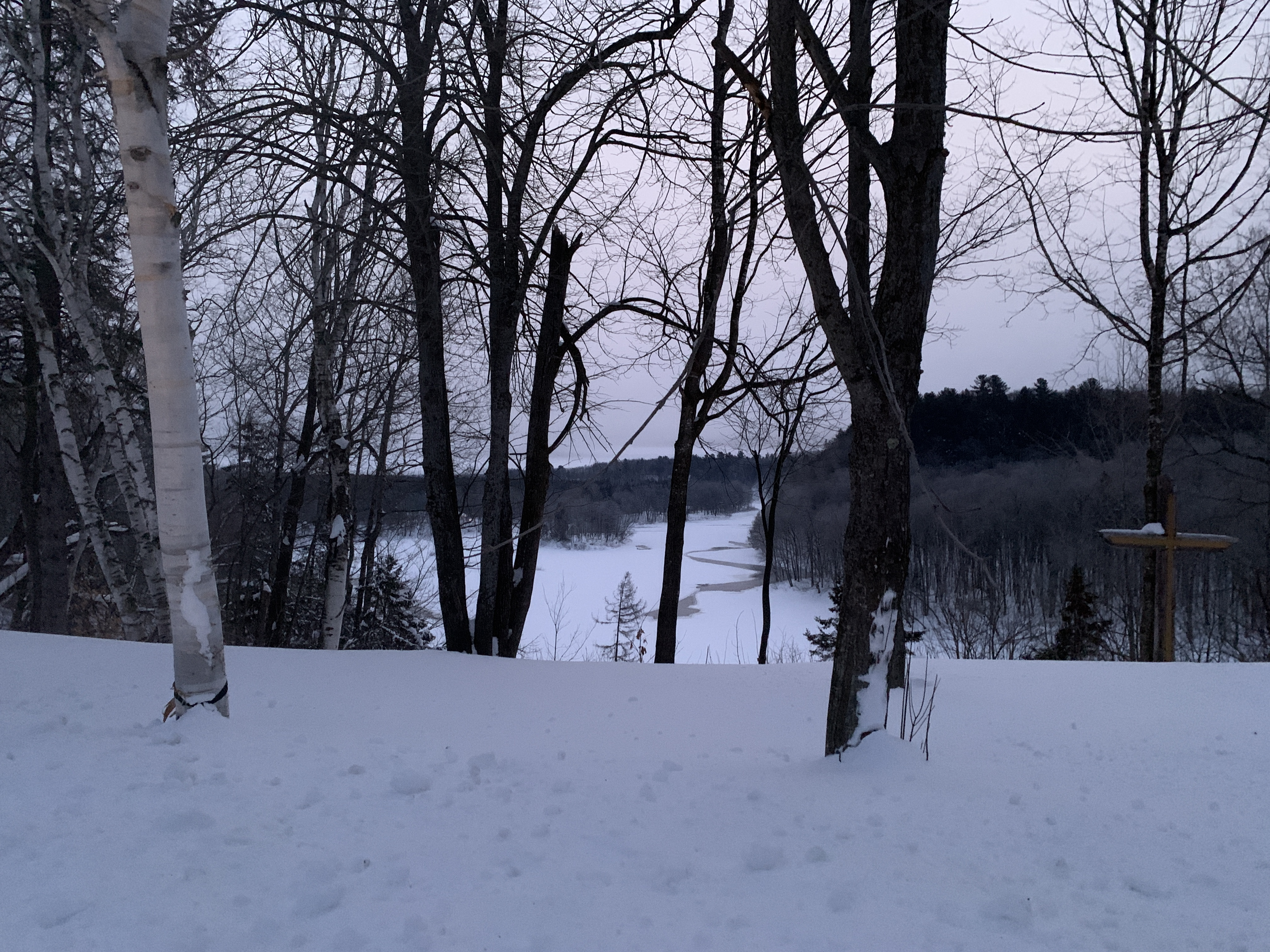
Eau libre en janvier, rang des Forges, Sainte-Geneviève-de-Batiscan

Zones agricoles et rurales
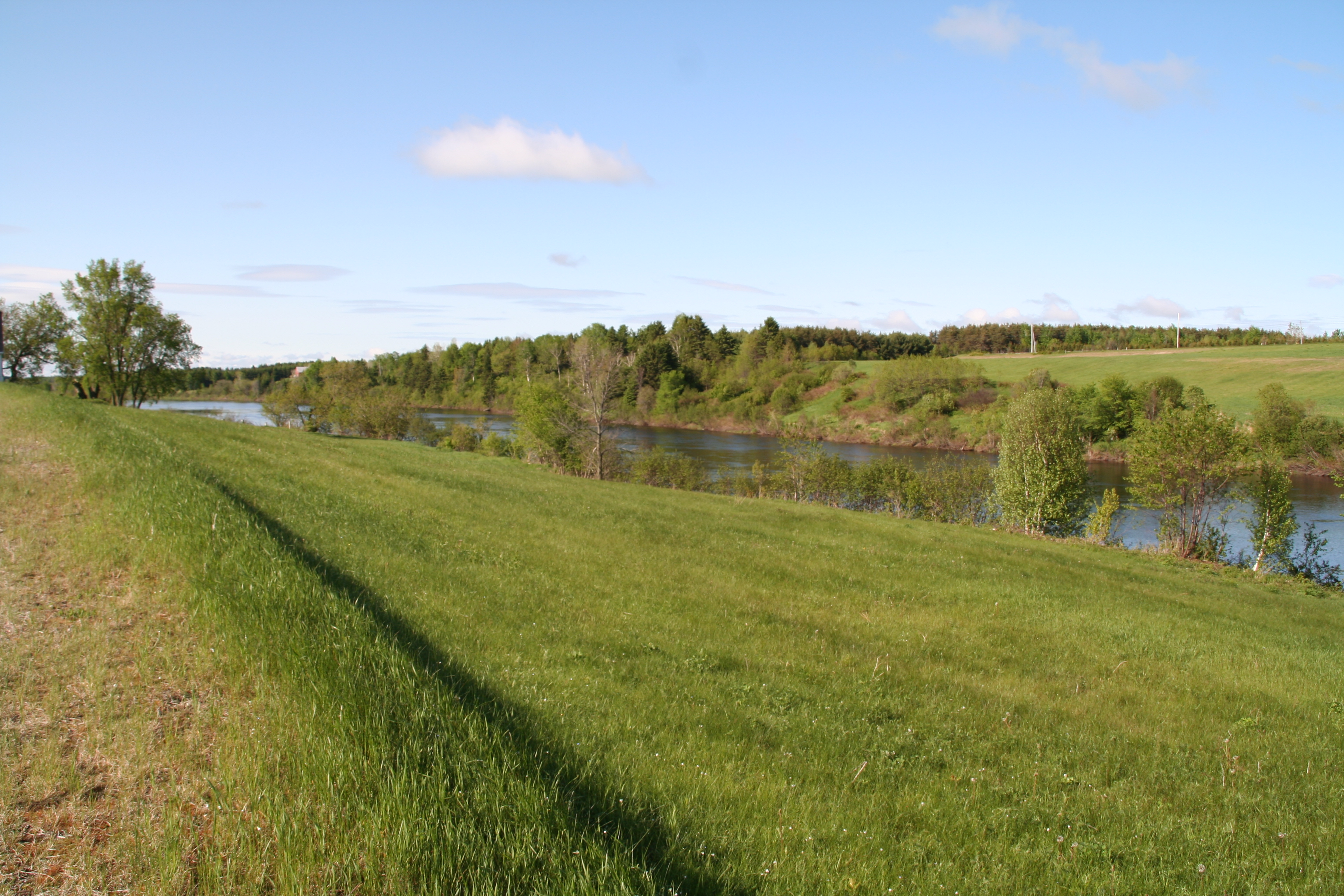
Saint-Stanislas, rang de la Rivière Batiscan NE
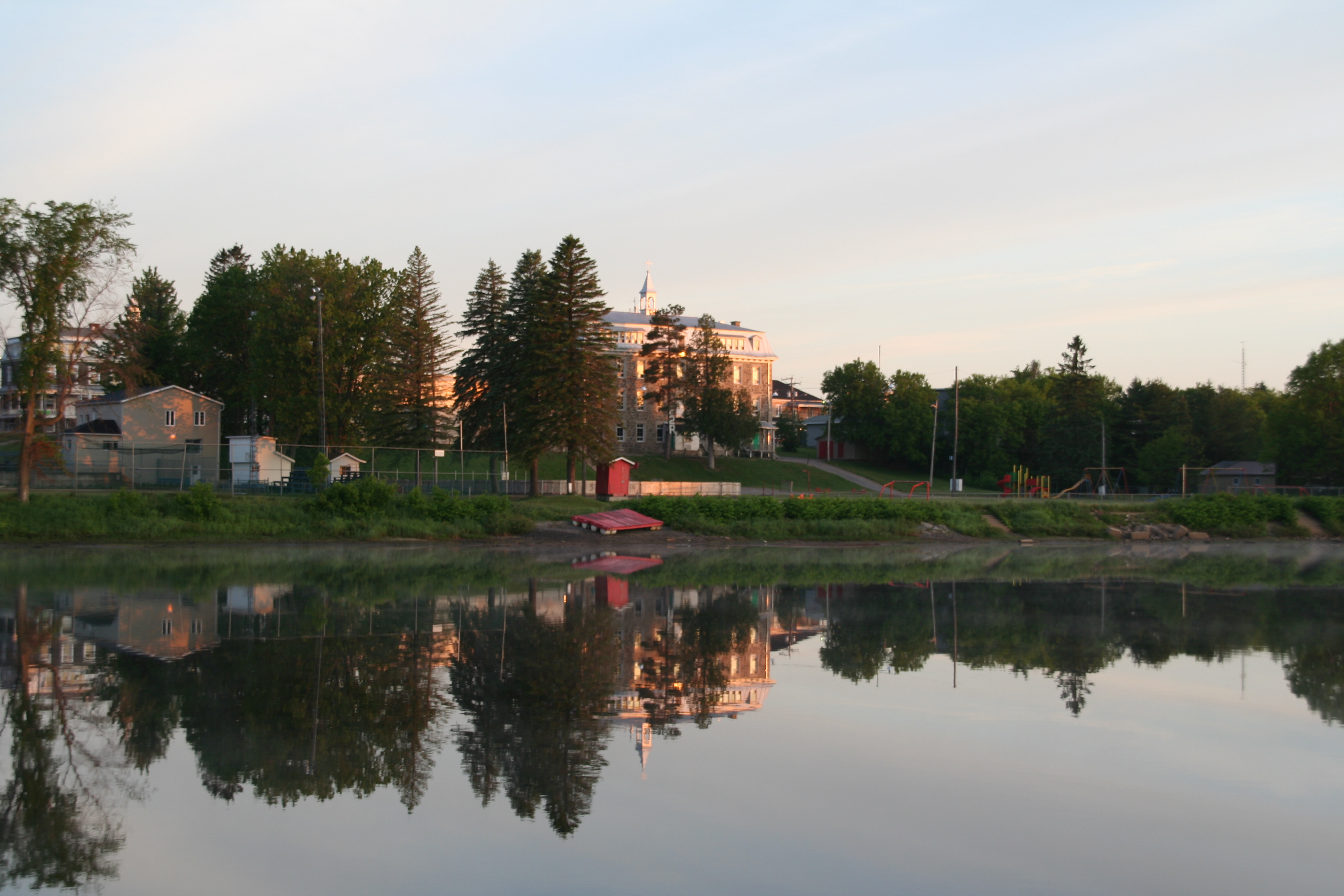
Saint-Stanislas, la rivière, du rang de la Rivière-Batiscan NE
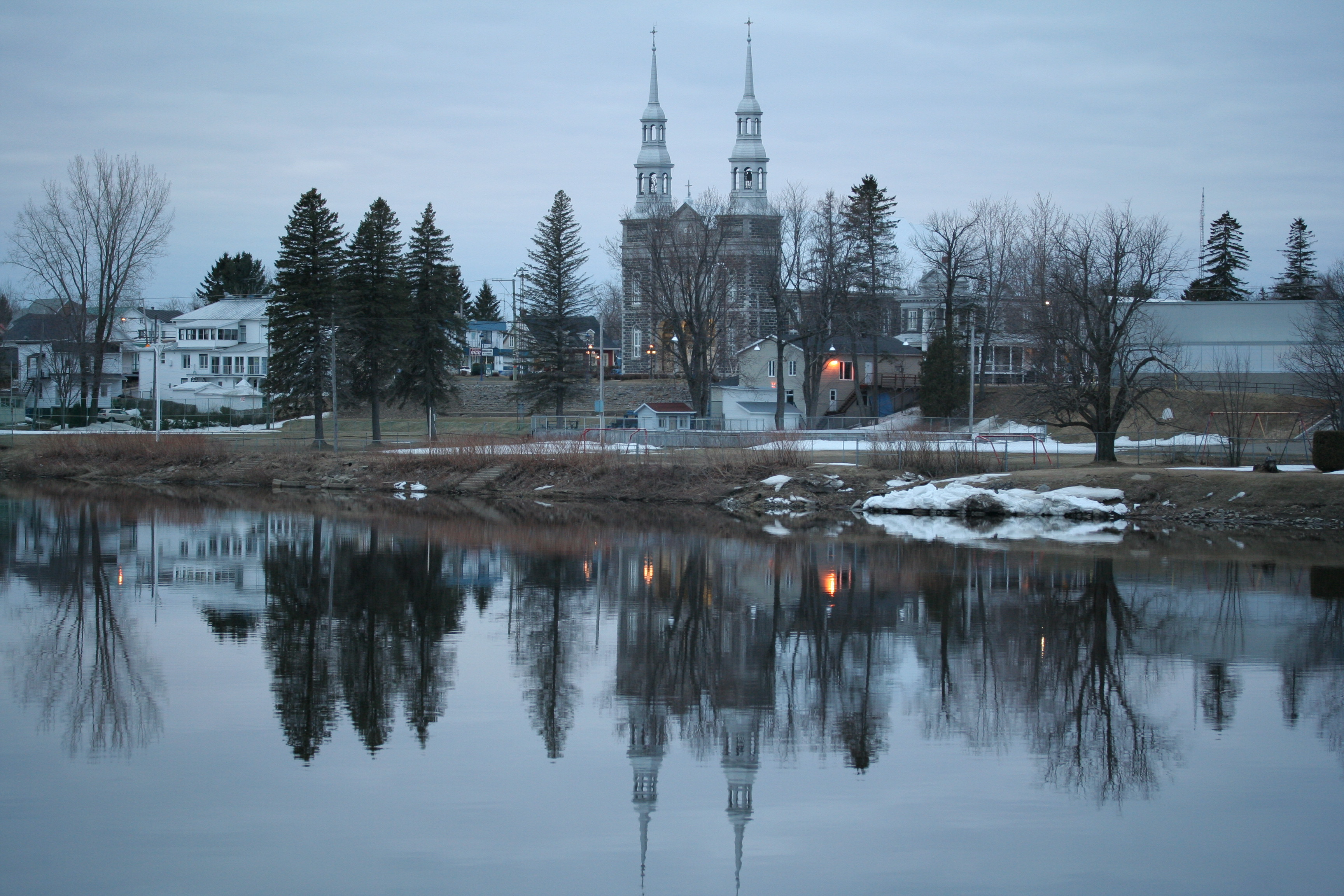
Saint-Stanislas, rivière Batiscan, du rang de la Rivière Batiscan NE
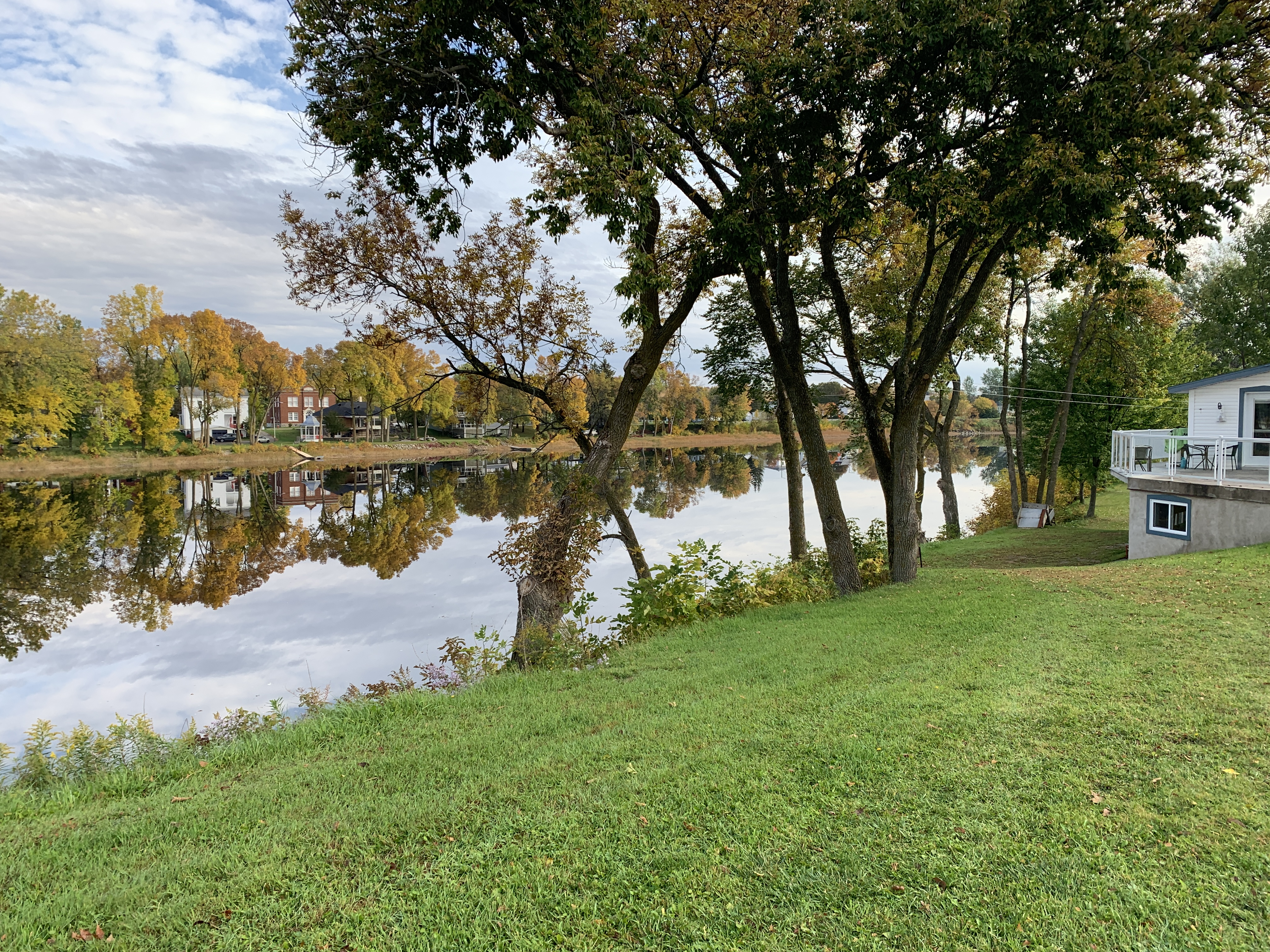
Sainte-Geneviève-de-Batiscan, du rang Sud (route 361)
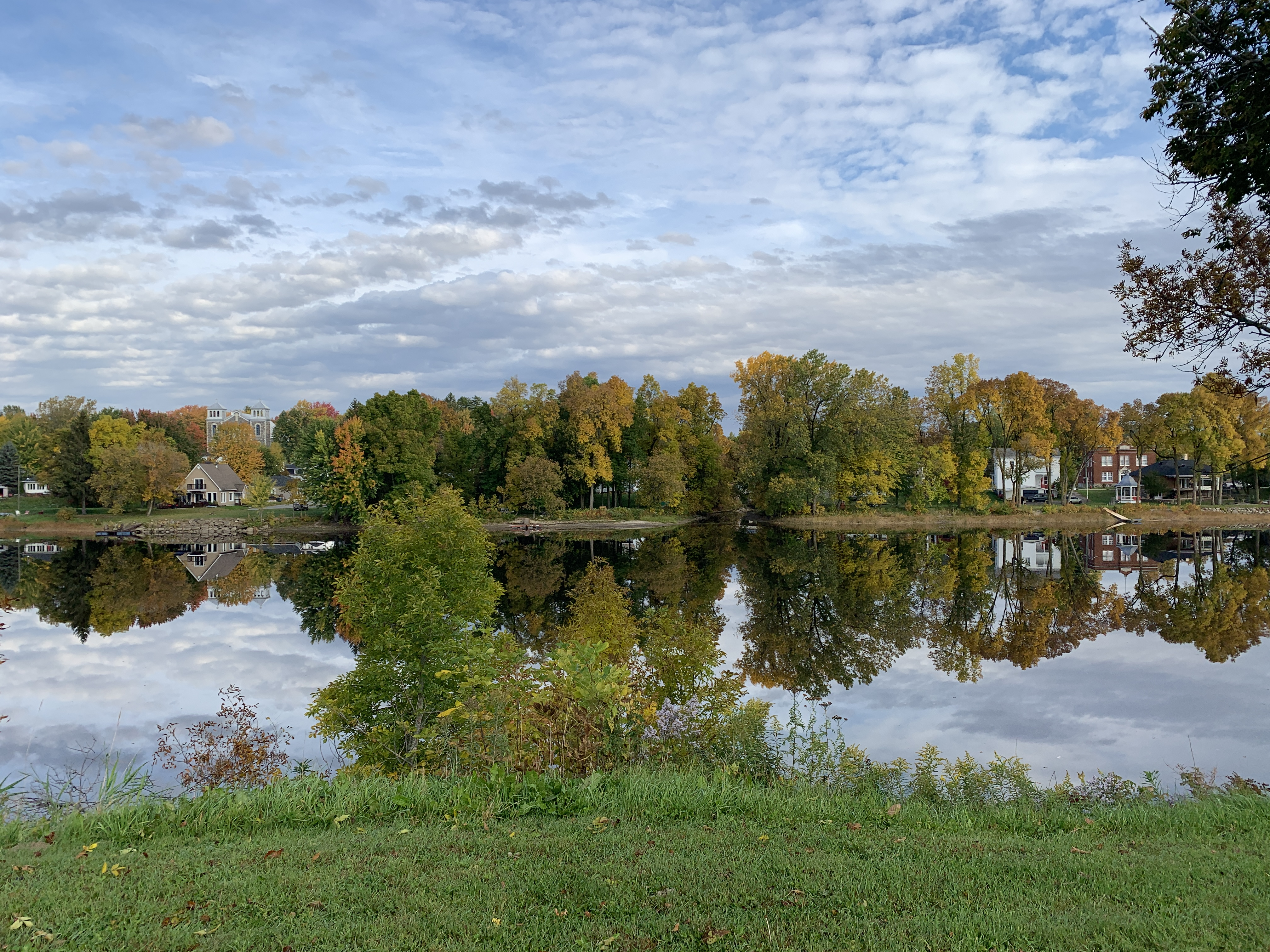
Sainte-Geneviève-de-Batiscan, du rang Sud (route 361)

## Flore
[pertinence contestée]

Plantes communes des berges des cours d'eau en Batiscanie
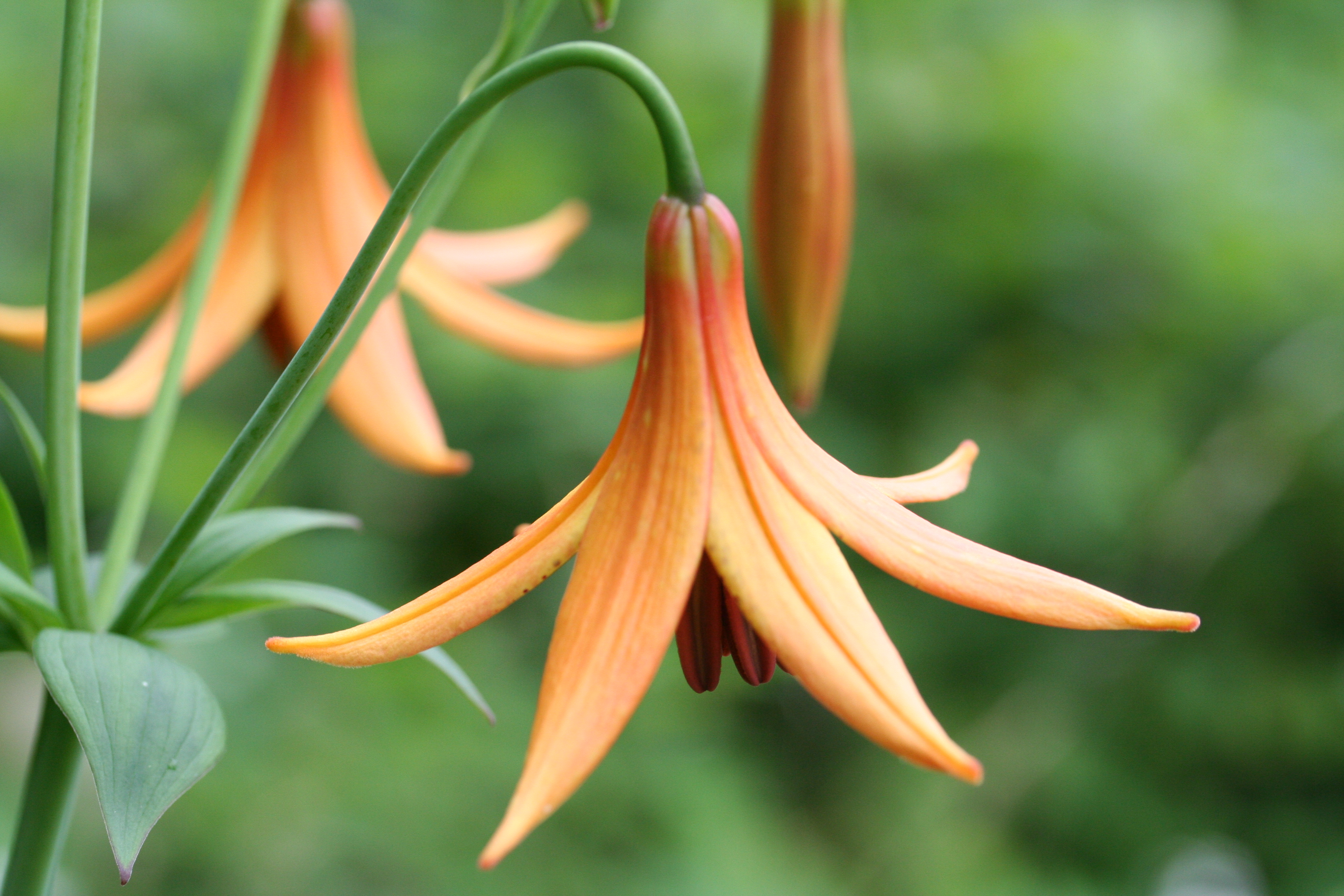
Lilium canadense L. — Lis du Canada
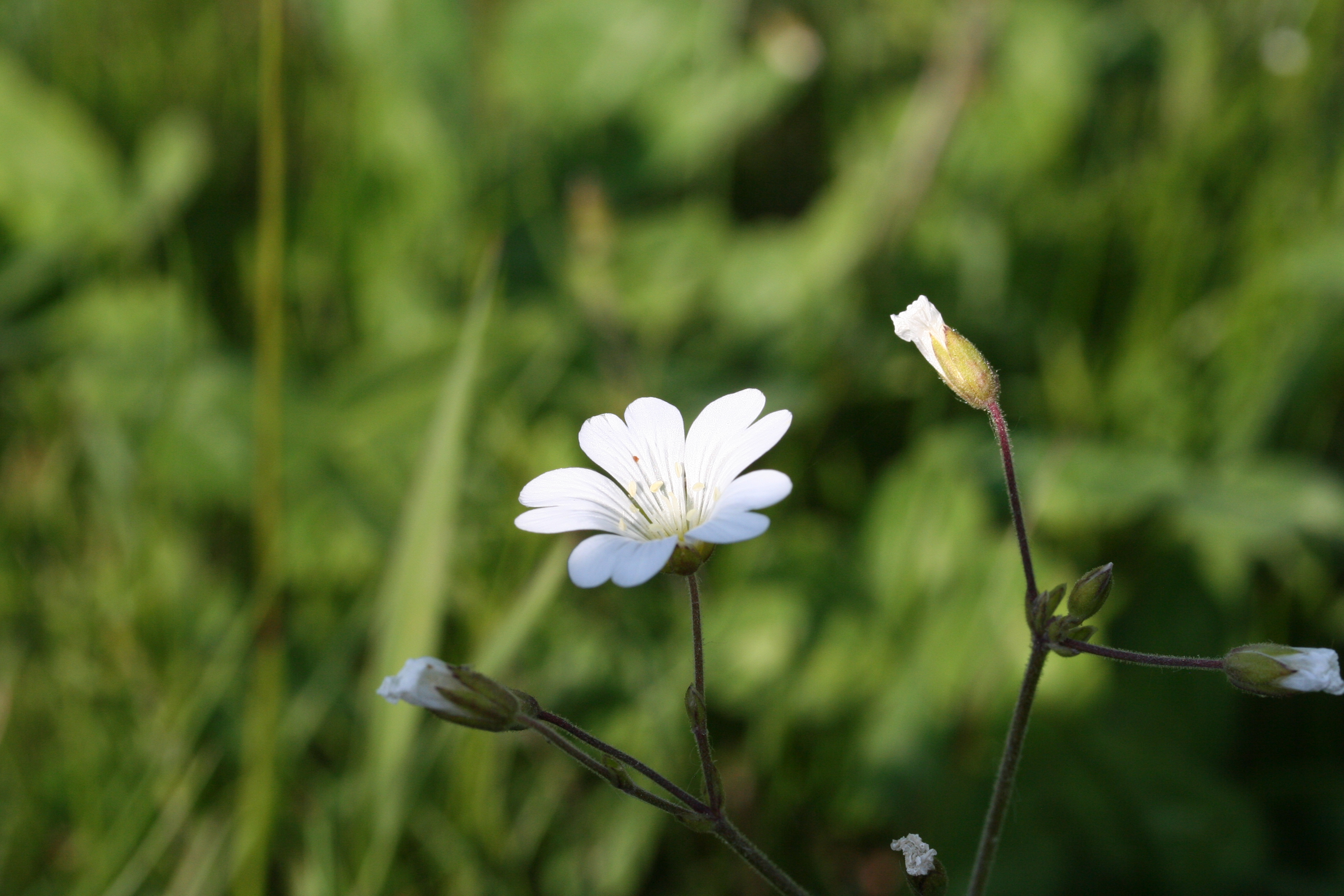
Cerastium arvense L. — Céraiste des champs
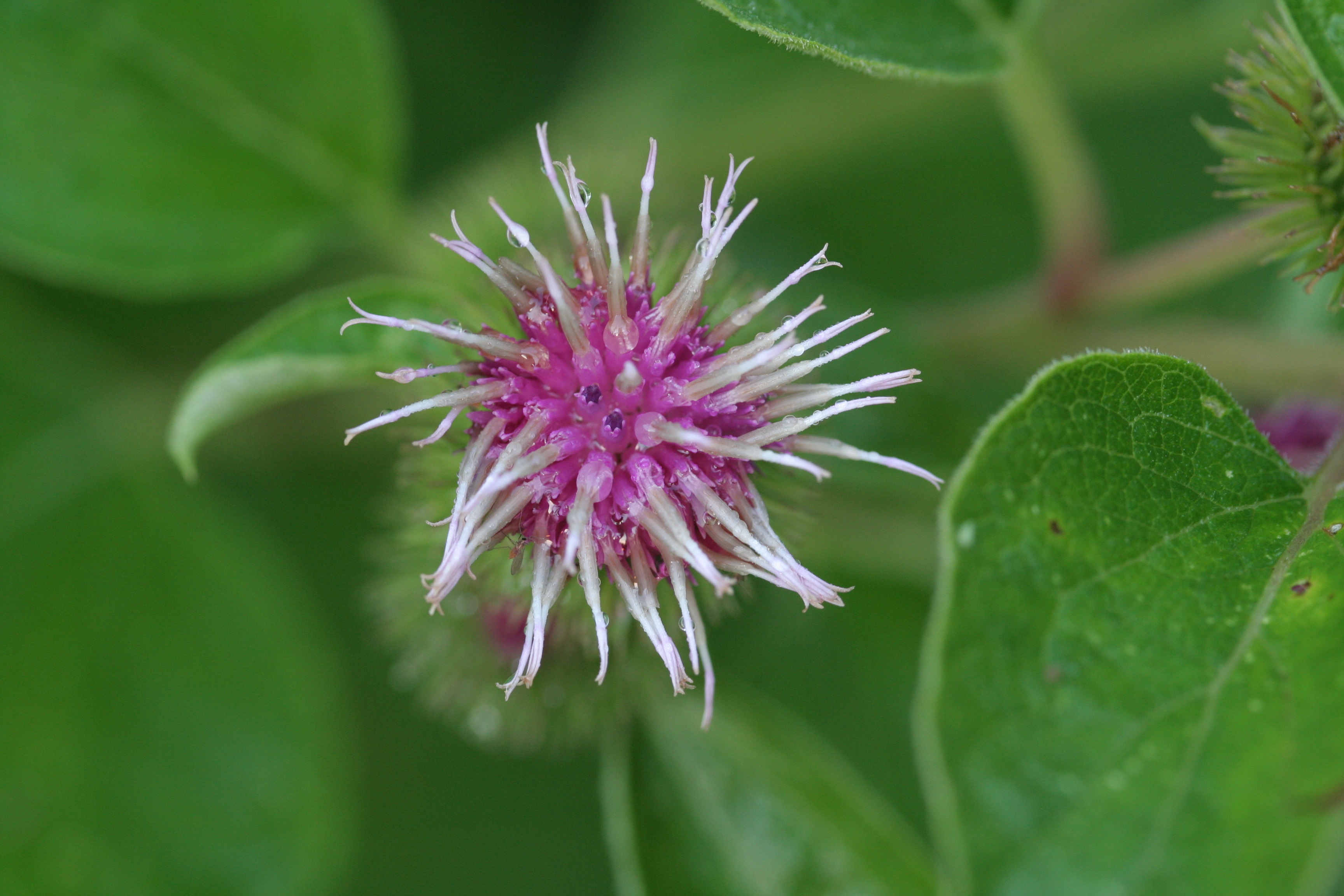
Arctium minus (Hill) Bernhard  — Bardane mineure
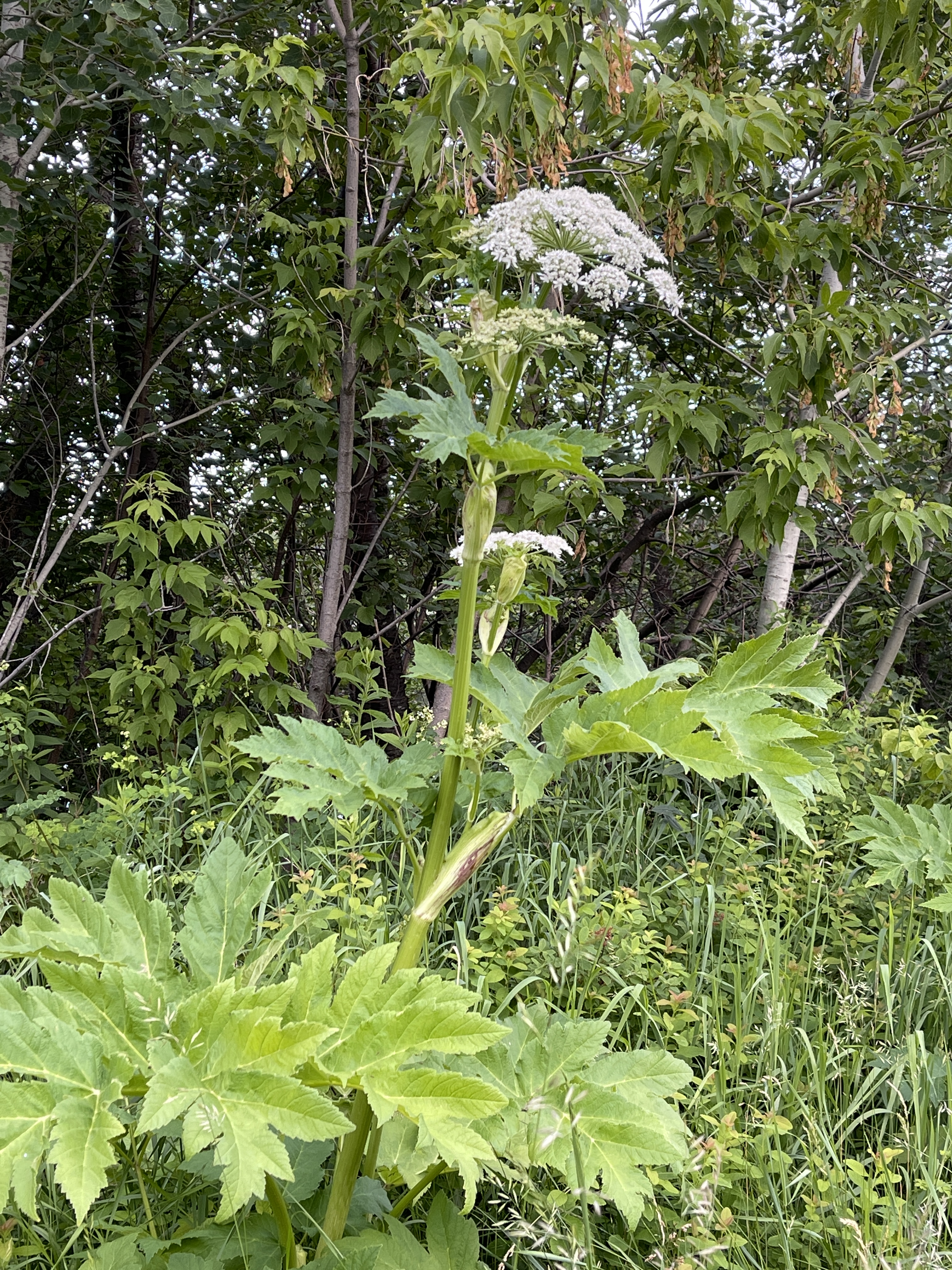
Heracleum maximum Bart. — Berce très grande
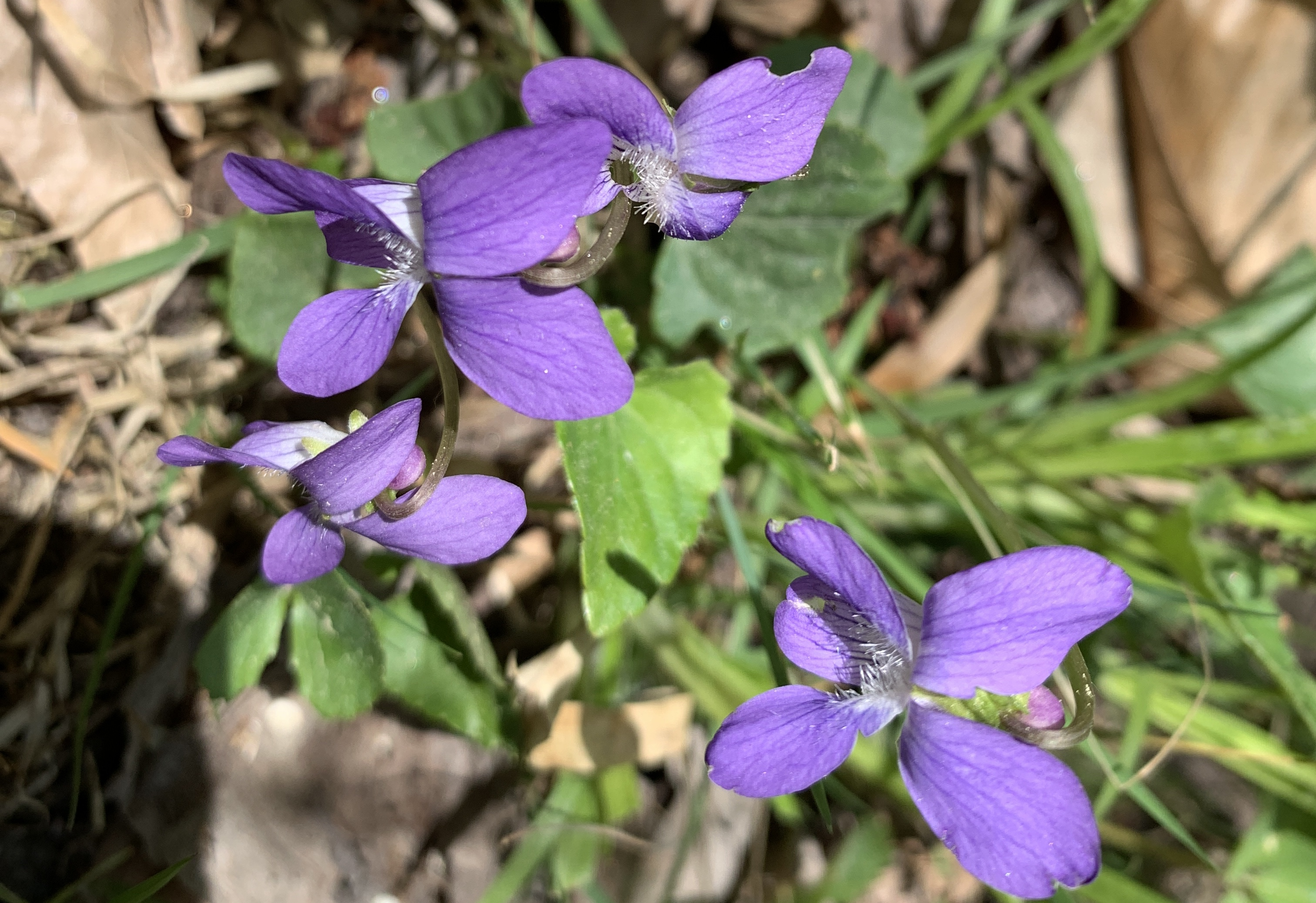
Viola L. — Violette